# Rodrigo Jiménez de Rada

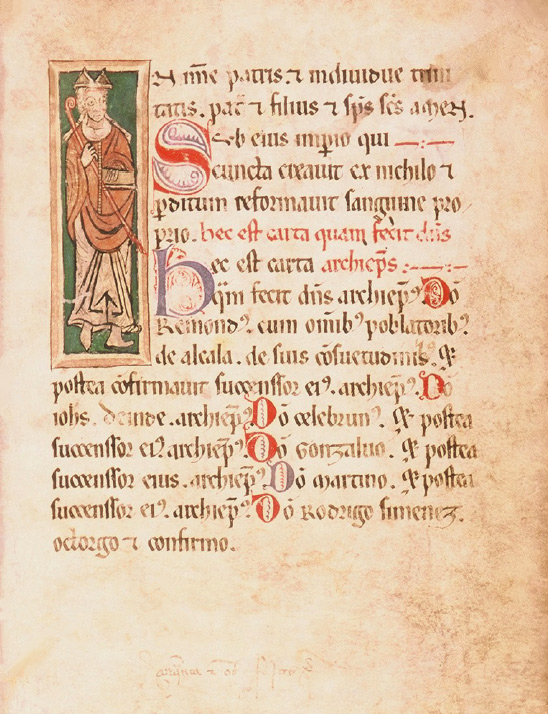
Fuero Viejo extendido de Alcalá de Henares (Rodrigo Jiménez de Rada, 1235).

(dal dialogo tra Alfonso VIII re di Castiglia e Rodrigo Jiménez de Rada la sera del 16 luglio 1212)
Rodrigo Jiménez de Rada (Puente la Reina, 1170 – Lione, 10 giugno 1247) fu prima vescovo di Osma e poi arcivescovo di Toledo e lottò per il riconoscimento del primato della sede vescovile toletana sulle altre sedi ispaniche.

## Biografia
Appartenente a una famiglia di piccola nobiltà originaria della Navarra, studiò diritto presso l'Università di Bologna e raggiunse il titolo di magister in teologia all'Università di Parigi. Dopo aver attivamente partecipato a un'azione diplomatica volta alla pace tra Alfonso VIII di Castiglia e Sancho VII di Navarra, fu nominato dapprima vescovo di Osma e subito dopo arcivescovo di Toledo (1208): tale posizione servì a Rodrigo per creare l'impalcatura ideologica per la lotta contro i musulmani invasori della terra ispanica. La sua azione diplomatica fu risolutiva per l'esito positivo della Battaglia di Las Navas de Tolosa.
Compose trattati di storia occidentale di nome Historia Arabum, De rebus Hispaniae seu Historia Gotica.
Morì durante un viaggio fluviale sul Rodano di ritorno da Lione dove aveva incontrato Papa Innocenzo IV.

## Successione apostolica
La successione apostolica è:
- Vescovo Agnello, O.F.M. (1225)
- Vescovo Domingo di Baeza, O.P. (1225)
- Vescovo Lope Fernández Daín, O.F.M. (1246)
- Vescovo Rodrigo (1247)